# Асоциация на българските села
Асоциацията на българските села (АБС) е първата по рода си неправителствена организация в България.
Представлява пред обществото и в чужбина възможностите за развитие на повече от 4500 села в България, както и стоящите пред тях въпроси за решаване.
Асоциацията е основана през ноември 2006 година със седалище във Велико Търново.
Сред основните инициативи на АБС са създаване на онлайн фермерски пазар за връзка между местни на агро стоки с крайни потребители в градовете; привличане на заетост в областта на селския туризъм; организиране на семинари и информационни кампании за реализация на проекти и инвестиции в селата; инициативи за пътна безопасност и сигурност в селските райони; дейности в подкрепа на кметовете на села и местните общности в икономически, социални и местни дейности; подкрепа в сферата на трудовата заетост в селското стопанство и др.

## Основни цели
- Развитие на информационната осведоменост за българските села и възможностите за инвестиции в тях
- Създаване на положително и отговорно отношение към селата
- Законодателна инициатива в областта на българските села
- Стимулиране за развитие на селски туризъм
- Подпомагане развитието на фамилното земеделие и продажбата на агростоки в градовете чрез фермерски пазар
- Подкрепа и популяризиране в България и в чужбина на туристическите забележителности в селата
- Разработване и прилагане на иновации и модерни технологии в селското стопанство
- Привличане на български и чуждестранни инвеститори в неземеделски дейности
- Привличане на инвестиции за възраждане на селското стопанство
- Популяризиране и запазване на традиционните обичаи, фолклор и занаяти
- Понижаване на безработицата в селата
- Намаляване на миграцията от селските райони
- Подобряване на условията за качествено образование в селата
- Подобряване на здравеопазването в селата
- Разработване на политики за завръщане на хората в селата, включително от чужбина
- Информационна подкрепа, съобразно нормативните уредби на ЕС, касаещи селата и селското стопанство
- Подпомагане на активните хора в селата при подготовката, писането и реализацията на проекти, финансирани от ЕС и външни донори.

## Статистика
По данни на Асоциация на българските села, към 2019 година около 2300 села в България имат много добър потенциал за развитие и са т.нар. „живи села“. Останалите около 1150 села са със статус „трудни за развитие“, а около 1570 села нямат потенциал за развитие и спадат към определението „мъртви села“.
Към 2019 година основните доходи на населението в селата са от:
- земеделие (главно зърнопроизводство, зеленчукопроизводство, овощарство и лозарство)
- животновъдство (главно отглеждане на овце, крави)
- селски туризъм (близо 700 професионално развити обекта в цяла България)
- заетост в производствени предприятия (главно в селата, разположени в радиус до 20 км от градските центрове).

Към 31.12.2019 г. общо 617 села в България са без население или с едноцифрен брой жители, показват официалните данни в Националния регистър на населените места на НСИ за броя на жителите по селища към 31 декември 2019 година.
Към същата дата в страната има общо 5 257 населени места, от които градовете са 257, селата – 4 998, а два са манастирите със статут на населено място – Клисурски и Рилски. Населените места през предходната година в сравнение с края на 2018 година се увеличават с едно, след като през 2019 година е създадено ново – Свети Константин в област Пазарджик.
От всички 4 998 села в България точно 617 са без население или с едноцифрен брой жители или с 26 повече в сравнение с предходната 2018 година, сочат данните.